# Včelí úl

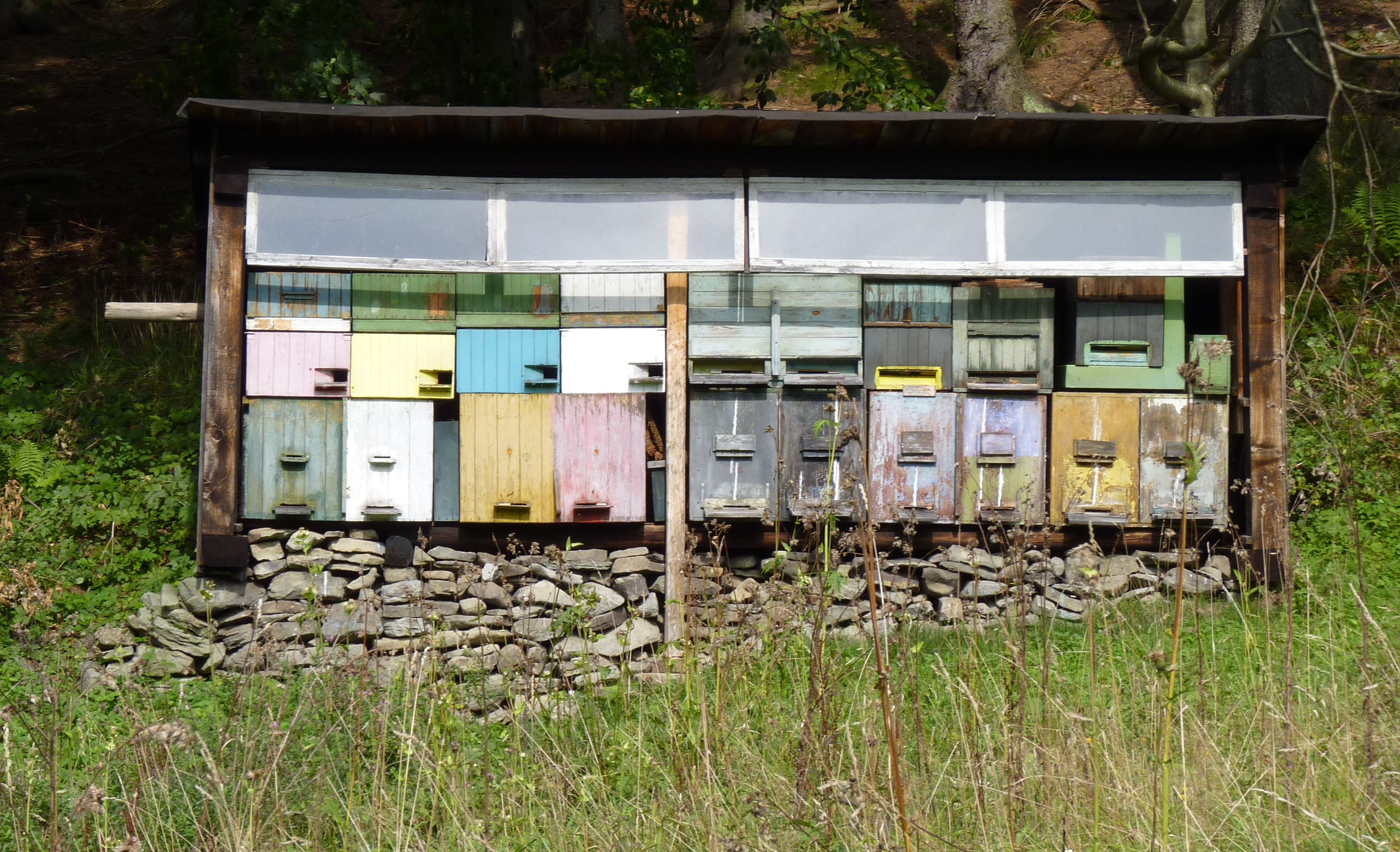
Úly na Morávce

Včelí úl je člověkem uměle vytvořený příbytek určený pro chov jednoho včelstva. Ve světě nejvíce rozšířený je Langstrothův úl navržený a úspěšně odzkoušený v polovině 19. století americkým včelařem Lorenzo Langstrothem.
Navrhnout ideální konstrukci úlu je velmi obtížné. Nutno hledat kompromis mezi životními potřebami včel a snadnou obsluhou při chovatelských zásazích včelaře. Složitost takového zadání dokumentuje množství různých typů úlů, jak se v průběhu věků včelaři pokoušeli nalézt jeho nejlepší řešení.

## Popis úlu

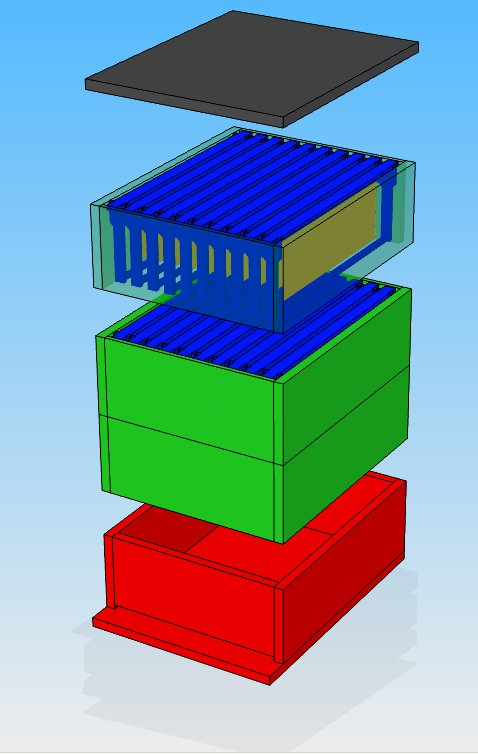
Základní části Langstrothova úlu

### Části
Obrázek vpravo schematicky znázorňuje Langstrothův úl a jeho základní části.
Shora:
- Víko – požaduje se dostatečná tepelná izolace
- Nízký nástavek – v průhledu jsou patrné rámky vybavené voskovými mezistěnami, na kterých včely budují své dílo. Umístěním v horní části úlu je nástavek předurčen pro ukládání medu; má funkci medníku.
- Dva nízké nástavky – konstrukcí ani vybavením se nijak neliší od horního nástavku. Svým umístěním v dolní části úlu jsou předurčeny pro plodové hnízdo; označují se jako plodiště.
- Úlové dno – na vyobrazení má vysoký podmet, tzn. že výška úlového dna resp. volný prostor mezi dnem a spodními okraji rámků činí až 10 cm ale i více.
- na čelní spodní hraně dna je znatelný přesah plochy vně hranice půdorysu úlu. Plocha nese označení leták. Usnadňuje včelám „start“ i „přistání“. Přes celou šířku letáku resp. čelní stěny dna je štěrbina. Nazývá se česno; pro včely „hlavní vchod“ do úlu.
- podle uložení rámků vzhledem k česnu rozlišujeme uložení podélné na studenou stavbu (viz průhled schematického obrázku) a příčné na teplou stavbu.

Podle zobrazeného schématu lze snadno pochopit, proč si Langstrothův úl získal ve světě takovou oblibu. Včelař může s ohledem na vývoj včelstva neomezeně přidávat či odebírat nástavky a tak pružně přizpůsobovat rozměry úlu potřebám včel nebo svým chovatelským záměrům.

### Materiál
Od dávných dob byly úly vyráběny ze dřeva. Včely vnímají dřevo jako přirozenou součást svého prostředí, proto se dřevo pro výrobu úlu jeví jako materiál nejvhodnější. K výrobě úlu se však používá také dřevotříska, sololit, pěnový i tvrzený polystyrén.
Odborná debata se vede o potřebě tepelné izolace včelstva. Zateplený úl (silnostěnný dřevěný, polystyrenový) usnadňuje včelám regulaci vnitřní teploty avšak brání pružně reagovat na změny počasí. Na oteplení vnějšího prostředí včely reagují opožděně, což je nevýhodou při jarních výkyvech počasí. Tenkostěnný úl (dřevěný 20–25 mm) neizoluje tolik od okolního prostředí, včelstvo pružně reaguje na změny venkovní teploty, avšak zvyšuje se spotřeba donesené sladiny na termoregulaci mikroklima úlu. Výzkum ukazuje, že si přirozeně včely úl nezateplují.

## Úlové systémy

### Stojany
Úl stojan je sestaven ze dvou nebo více oddělitelných nástavků, přičemž medník je vždy umístěn nad plodištěm. Podle přístupu ke včelám rozeznáváme stropováky – včelař otevírá úl odklopením víka a úl obsluhuje shora – a zadováky  – zásahy v úlu se provádějí otevřením zadní stěny. V tomto případě jsou plodiště a medník od sebe neoddělitelné; úl má pevnou konstrukci o stabilních rozměrech.

### Ležany
V úlu typu ležan jsou medník i plodiště vedle sebe. Úl má vzhled jakési ležící skříně, kterou včelař otevírá shora. Rámky jsou pouze v jedné řadě na teplou stavbu, přičemž blíže k česnu včelstvo buduje plodiště, kdežto v zadním, od česna vzdálenějším, prostoru ukládá zásoby medu. Již málo používaný systém vhodný spíše k chovu matek než k produkci medu.

## Úly používané v Česku

### Vícenástavkové
- Tachovský úl – rámková míra: 390×240 mm, uteplený úl obdélníkového půdorysu v základním provedení se třemi nástavky bez oček. Byl továrně vyráběný a dal se s výhodou používat pro kočování.
- Třeboňský úl – rámková míra: 390×275 mm, obdoba tachovského úlu s odlišnou rámkovou mírou
- Optimal – rámková míra: 420×170 mm, tenkostěnný, čtvercového půdorysu
- Langstrothův úl – světově nejrozšířenější typ úlu, tenkostěnný, obdélníkový půdorys a prostor pro 10 rámků v nástavcích opatřených očky.
- Úl Eurodadant - uteplený úl obdélníkového půdorysu, 13 rámků v nástavcích, plodištní nástavek s rámky míry 39x30 cm, ostatní nástavky (medníkové) jsou osazeny rámky míry 39x15 cm

### Dvoudílné stojany
- Jednotný čechoslovák – rámková míra: 370×300, pokus o sjednocení rámkových měr v bývalém Československu.
- Úl Univerzál s boční předsíňkou (moravský) – rámková míra: 390×240, přístupný zezadu i shora (proto „univerzál“), opatřený tzv. „předsíňkou“, kterou včely vstupují dovnitř.
- Budečák: vzorový zadovák, přístupný zezadu, používaný hlavně ve včelínech a kočovných vozech.

### Historické
- Brť – část kmene stromu s dutinou osídlenou včelami, odříznutá a přenesená k lidskému obydlí.
- Klát – (špalkový úl) – úl je tvořen vydlabaným dřevěným špalkem a stříškou, někdy bývá na čelní straně zdoben (řezbou, barvou). Pro přístup včelaře do úlu má ze zadní strany zakrývatelný otvor nebo dvířka.
- Slaměná košnice

## Přehled včelích rámků, úlů, měr
Přehled nejpoužívanějších rámkových měr.
| Rozměr (cm)   | Název míry            | Typ úlu, poznámka               |
| ------------- | --------------------- | ------------------------------- |
| 39 x 24       | Adamcova míra         | Univerzál, Budečák, Tachovák    |
| 39 x 27,5     | Škvařilova míra       | Univerzál II, Třeboňský úl      |
| 39 x 17       | Boháč                 |                                 |
| 39 x 36       | Pokorný               | Český Langstroth - pro plodiště |
| 39 x 12       | Pokorný               | Český Langstroth - pro medník   |
| 37 x 30       | Čechoslovák           |                                 |
| 37 x 15       | Polorámek Čechoslovák |                                 |
| 37 x 37       | M18                   |                                 |
| 42 x 27,5     | Slovenská B           | Tatran                          |
| 42 x 36       | Slovenská C           | Dunaj                           |
| 37,6 x 31     | Slovenská D           | Priekopník                      |
| 42 x 17       | Ptáček                | Optimal                         |
| 48,8 x 23,2 * | Langstroth            | výška nástavku 24 cm *          |
| 48,8 x 18,5 * | 3/4 Langstroth        | výška nástavku 19,4 cm *        |
| 48,8 x 15,9 * | 2/3 Langstroth        | výška nástavku 16,8 cm *        |
| 48,8 x 13,7 * | 1/2 Langstroth        | výška nástavku 14,6 cm *        |
| 48,8 x 28,5 * | Langstroth Jumbo      | pro plodiště                    |
| 43,5 x 30     | Dadant                | pro plodiště                    |
| 43,5 x 14,5   | Dadant                | pro medník, USA                 |
| 43,5 x 16     | Eurodadant            | pro medník, západní Evropa      |
| 43,5 x 15     | Eurodadant            | pro medník, ČR                  |
| 30 × 30 × 21  | Warré úl              | vnitřní rozměr nástavku         |

* Rozměry Langstroth se v různých zemích mohou lišit.

### Ukázka historických úlů

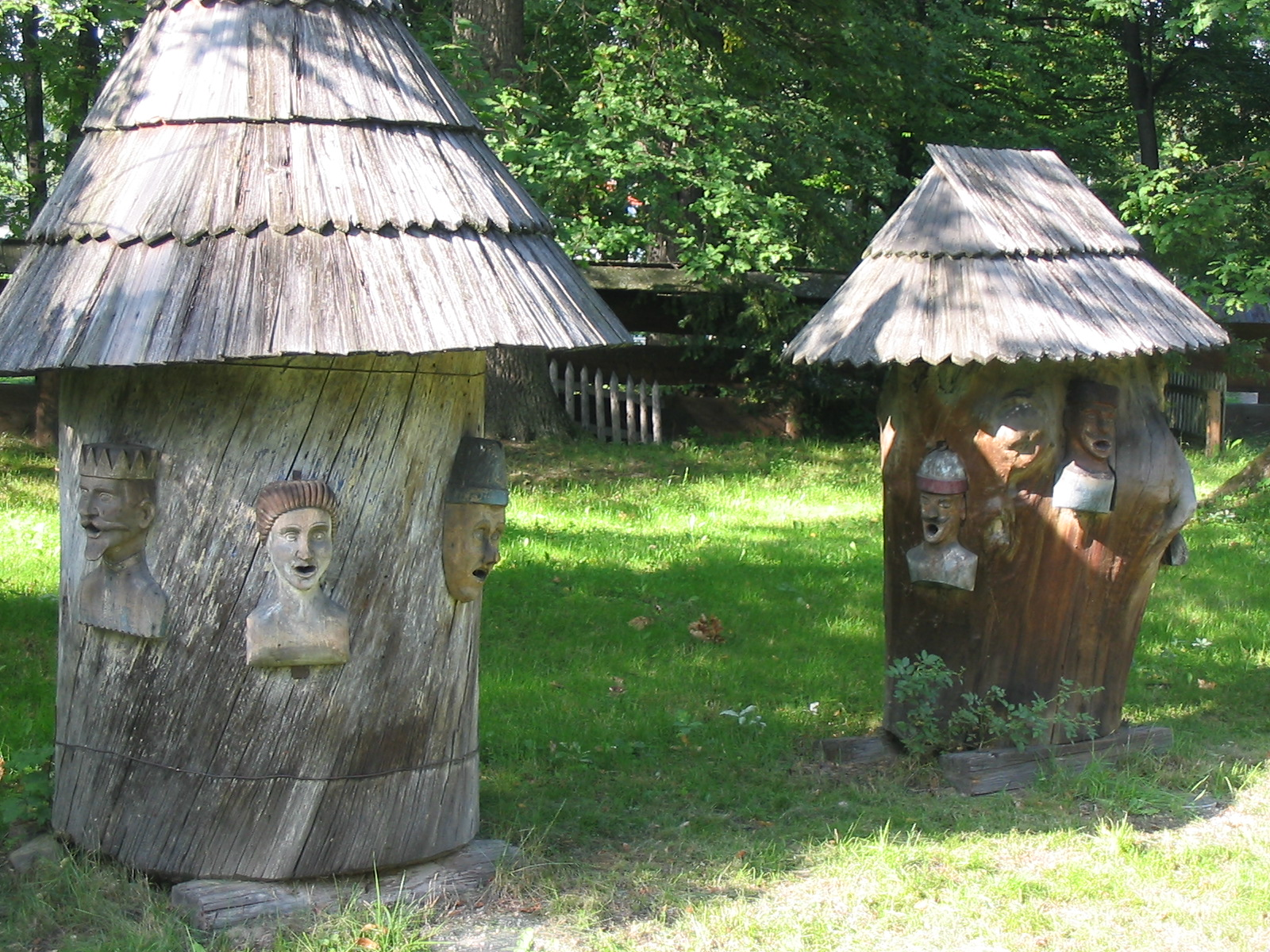
Kláty s česny ve tvaru obličejů, Valašské muzeum v přírodě
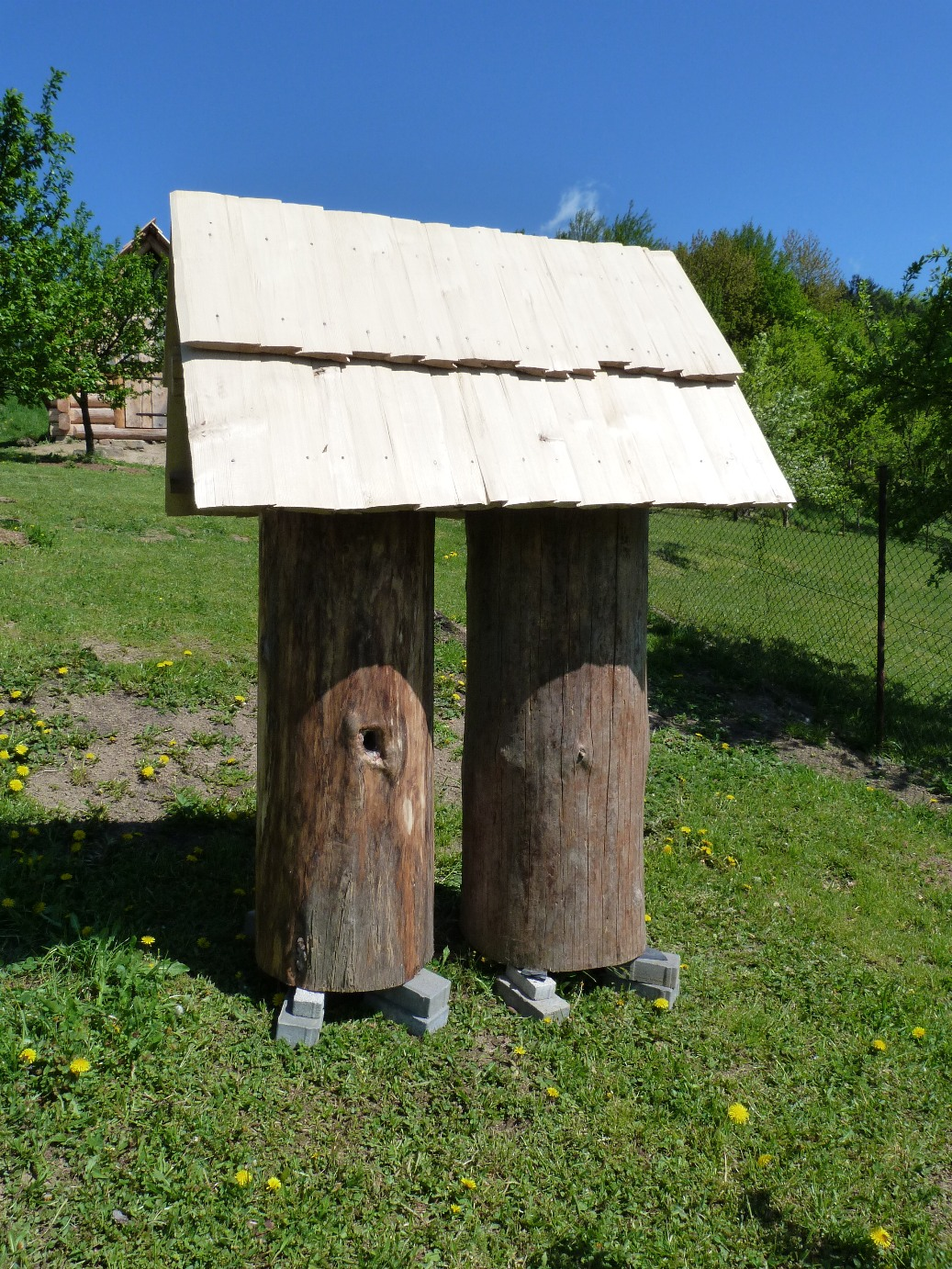
Včelí úly - kláty v Muzeu dřevěného porculánu v Držkové
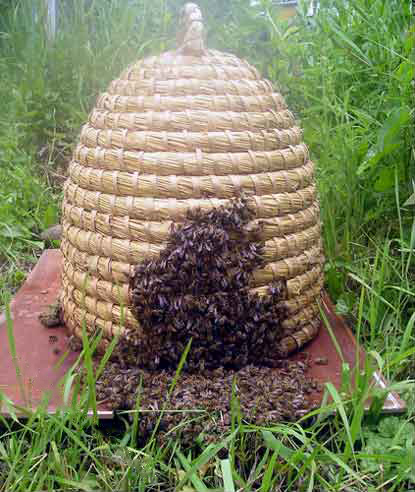
Slaměný úl – košnice
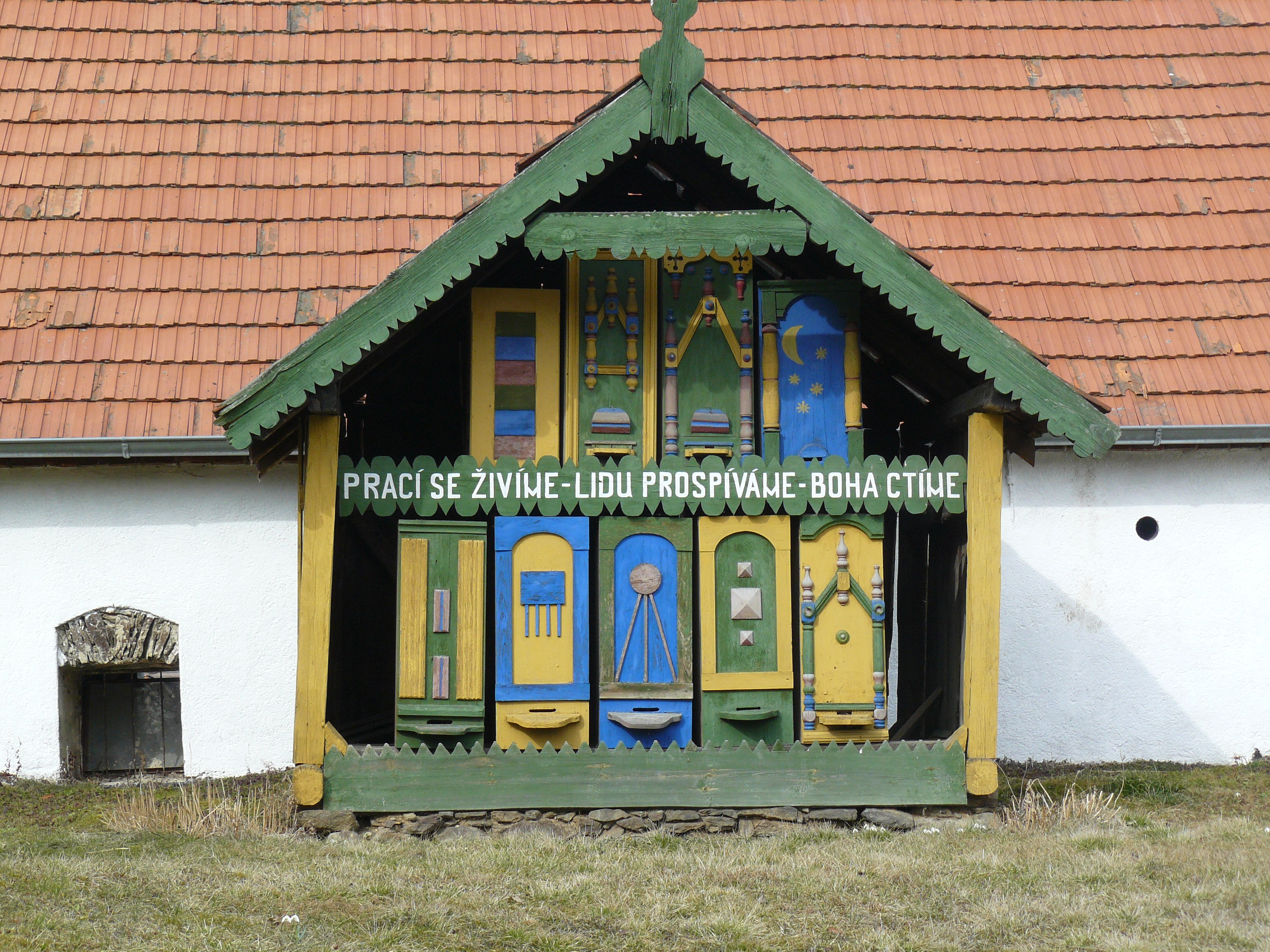
Památkově chráněný včelín z r. 1910 v Budkově